# Інді-фолк
Інді-фолк (англ. Indie folk) — музичний жанр, започаткований в 1990-ті роки виконавцями і авторами пісень з інді-рок-спільноти під впливом фолк-музики 1950-х, 1960-х і кантрі та інді-року початку 1970-х років.
До ранніх виконавців зараховують Лу Барлоу, Джефа Баклі та Еліота Сміта. Жанр зазвичай пов'язують з фрік-фолком, психо-фолком, бароко-попом, і нью-чудернакою Америкою.
Серед відомих виконавців варто відзначити Bon Iver, Бен Говард, Алдос Гардінг, The Tallest Man on Earth та інші.
В Україні в цьому жанрі музики виступає київський гурт «Камо Грядеши».